# Liogma brunneistigma
Liogma brunneistigma är en tvåvingeart som beskrevs av Alexander 1949. Liogma brunneistigma ingår i släktet Liogma och familjen mellanharkrankar. Inga underarter finns listade i Catalogue of Life.